# Sheilaberg
Der Sheilaberg ist ein 1850 m hoher Berg an der Oates-Küste des ostantarktischen Viktorialands. In den Bowers Mountains ragt er südöstlich des Mount Bruce auf.
Wissenschaftler der deutschen Expedition GANOVEX III (1982–1983) benannten ihn aufgrund seiner Nähe zum Mount Bruce. Die Vornamen Sheila und Bruce sind Stereotypen für Australier.